# Шакіров Ахмет Міргазімович
Шакіров Ахмет Міргазімович (1920—1941) — башкирський поет Ахмет Шакірі, перекладач.
Народився в 1920 році в селі Бішкураєво Белебеївського повіту Уфімської губернії (нині Туймазинський район Башкортостану) в родині мулли. Закінчив школу-семирічку, в якій навчався з 1930 року. З 1937 по 1939 рік навчався на Башкирському педагогічному робітфаку імені Б. Нуріманова в Уфі. У 1939 році вступив до педінституту, але в жовтні того ж року був мобілізований в армію. Служив помічником політрука. Після початку Великої Вітчизняної війни пішов на фронт. Загинув у 1941 році.
Почав писати вірші ще в школі. У 1935 році почав публікувати свої вірші та репортажі в газеті «Йәш төҙөүсе» («Молодий будівельник»). Під час навчання на Башкирському педагогічному робітфаку публікував свої ліричні вірші в альманахах «Тәүге йыр» («Перша пісня»), «Икенсе йыр» («Друга пісня»), в республіканських газетах і журналах. У 1939 році написав поему «Ҡара күҙлек аҫтындағы сер» («Таємниця під чорними окулярами»), основна тема якої — ненависть до фашизму і війни. Його вірші увійшли в поетичну збірку «Бәхетле ғүмер» (1940; «Щасливе життя», спільно з Г. Ібрагімовим). Ахмет Шакірі перевів на башкирський мову ряд творів М. Ю. Лермонтова і Т. Г. Шевченко.